# Stephen Song
Stephen Song (* 1995 in New York City, New York) ist ein professioneller amerikanisch-südkoreanischer Pokerspieler. Er gewann 2019 ein Bracelet bei der World Series of Poker und wurde 2022 vom Global Poker Index als Spieler des Jahres ausgezeichnet.

## Persönliches
Song war als Kind ein ambitionierter Schachspieler und besuchte die Greenwich High School in seiner Heimatstadt Greenwich im US-Bundesstaat Connecticut.

## Pokerkarriere
Seine erste Geldplatzierung bei einem Live-Pokerturnier erzielte Song im Oktober 2016 im Turning Stone Casino in Verona, New York. Dort gewann er ein Turnier der Variante No Limit Hold’em und sicherte sich den Hauptpreis von über 30.000 US-Dollar. Mitte Juni 2017 belegte der Amerikaner beim Deepstack Extravaganza im Venetian Resort Hotel in Paradise am Las Vegas Strip den mit mehr als 85.000 US-Dollar dotierten zweiten Platz. Beim Main Event der World Poker Tour (WPT) in Atlantic City erreichte er Anfang Februar 2018 den Finaltisch und erhielt als Sechster knapp 140.000 US-Dollar. Im Juni 2018 war Song erstmals bei der World Series of Poker (WSOP) im Rio All-Suite Hotel and Casino am Las Vegas Strip erfolgreich und kam bei fünf Turnieren in die Geldränge, wobei er einen Finaltisch und auch im Main Event die bezahlten Plätze erreichte. Beim High Roller des WSOP-Circuits belegte er im Oktober 2018 in Hammond, Indiana, den zweiten Platz und sicherte sich im Januar 2019 in Lincoln, Kalifornien, den Titel, wobei er jeweils ein Preisgeld von rund 75.000 US-Dollar gewann. Bei der WSOP 2019 entschied der Amerikaner ein Event in No Limit Hold’em für sich und wurde mit einem Bracelet sowie dem Hauptpreis von mehr als 340.000 US-Dollar prämiert. Mitte August 2019 setzte er sich auch bei einem Event der Seminole Hard Rock Poker Open in Hollywood, Florida, durch und erhielt aufgrund eines Deals mit James Romero rund 285.000 US-Dollar. Bei der European Poker Tour in Barcelona siegte er ebenfalls bei einem Side-Event, das nach einem Deal mit über 185.000 Euro dotiert war. Bei der WSOP 2021 wurde er beim Abschlussevent Dritter und sicherte sich mehr als 170.000 US-Dollar. Auch bei der WSOP 2022, die erstmals im Bally’s Las Vegas und Paris Las Vegas ausgespielt wurde, saß er an zwei WSOP-Finaltischen. In Pot Limit Omaha belegte er den mit knapp 40.000 US-Dollar dotierten siebten Platz, in No Limit Hold’em erreichte er das Heads-Up gegen Jonathan Pastore, musste sich jedoch mit dem zweiten Platz und einer Auszahlung von über 475.000 US-Dollar begnügen. Im Dezember 2022 gewann Song im Wynn Las Vegas die WPT Prime Championship mit einer Siegprämie von mehr als 700.000 US-Dollar. Insgesamt sammelte er im Kalenderjahr 2022 die meisten Turnierpunkte aller Spieler und wurde dafür vom Global Poker Index als Spieler des Jahres ausgezeichnet, wobei er diese Auszeichnung auch für Pokerturniere der mittelteuren Preisklasse erhielt. Dafür erhielt der Amerikaner im März 2023 zwei Global Poker Awards.
Insgesamt hat sich Song mit Poker bei Live-Turnieren mehr als 6 Millionen US-Dollar erspielt.